# Lane megye (Oregon)
Lane megye az Amerikai Egyesült Államokban, azon belül Oregon államban található. Megyeszékhelye és legnagyobb városa Eugene. Lakosainak száma 382 971 fő (2020. április 1.).

## Szomszédos megyék
- Lincoln megye (északnyugat)
- Benton megye (észak)
- Linn megye (északkelet)
- Deschutes megye (kelet)
- Klamath megye (délkelet)
- Douglas megye (dél)

## Népesség
A megye népességének változása:
| Lakosok száma | 351 848 | 353 495 | 354 506 | 356 212 | 362 895 | 382 971 |
|               | 2010    | 2011    | 2012    | 2013    | 2015    | 2020    |